# Années 1680
Les années 1680 couvrent la période de 1680 à 1689.

## Événements
- 1680-1688, Afrique occidentale : profitant de l'affaiblissement du pachalik de Tombouctou au Songhaï, les Ouelleminden occupent Gao de 1680 à 1688[1]. Les villes occupées par les troupes du pacha sont attaquées par les populations voisines. Les Touareg coupent les pistes et menacent Tombouctou.
- 1680-1681 : révoltes paysannes et peste en Bohême[2].
- 1681-1684 : guerre entre le Tibet et le Ladakh qui perd les districts de Rutog, Guge et Purang[3].
- 1681 et 1687 : réformes en Estonie ; le servage est aboli en Livonie et en Estonie par les décrets du roi de Suède Charles XI sur les terres confisquées à la noblesse germanophone[4].

- 1681 : Londres est éclairée par des lampes à l'huile[5].
- 1681-1683 : reconstruction de la manufacture impériale de porcelaine de Jingdezhen au Jiangxi[6]. Apogée de l’art de la porcelaine en Chine[7].
- 1683-1699 : guerre austro-turque. Siège et bataille de Vienne[8].
- 1684: reprise de la guerre franco-iroquoise[9].
- 1684-1699 : guerre de Morée entre l'Empire ottoman et Venise[10].
- 1685 : révocation de l'édit de Nantes par Louis XIV, encouragé par Mme de Maintenon, Louvois et Michel Le Tellier. La confession protestante est interdite, les temples sont détruits, les écoles protestantes fermées. S'ensuit un exode massif de 140 000 à 150 000 protestants entre 1685 à 1689, qui se poursuit au XVIIe siècle[11].
- 1685-1686 : opération de la Pologne contre les Turcs en Moldavie, Podolie et Ukraine[12].
- 1686-1700 : guerre russo-turque[12].
- 1687 : début de la Querelle des Anciens et des Modernes en France (1687-1715)[13].
- 1688 : début de la guerre de la Ligue d'Augsbourg (1688-1697)[14].
- 1688 :  Glorieuse Révolution en Angleterre[15].
- 1689-1691 : révolte des jacobites, attachés à la dynastie des Stuart, en Irlande[16].
- 1689 : la Déclaration des droits marque la fondation de la monarchie parlementaire britannique[17]. La chambre haute est formée de 220 lords en moyenne, nommés à l’origine par le roi, qui transmettent leurs sièges à leurs fils aînés. La Chambre basse (Communes), offre 558 sièges aux élus des bourgs et des comtés, dont 24 au pays de Galles et 48 à l’Écosse à partir de 1707[18]. Rapidement, les Communes dirigent les affaires du pays. Les circonscriptions électorales anglaises remontent au Moyen Âge. Les électeurs répondant à certaines conditions censitaires (250 000 propriétaires environ) se réunissent dans les comtés (circonscriptions rurales) et les bourgs (circonscriptions urbaines). Certains bourgs, qui avaient joué un grand rôle au Moyen Âge sont devenus presque déserts et forment les « bourgs pourris », si commodes pour se faire élire. Le vote public permet fraude et corruption. Le roi crée dans ses domaines un certain nombre de bourgs peu peuplés (bourgs de poche), entièrement sous son contrôle. La Gentry, qui assume gratuitement les charges du gouvernement local, a de fortes possibilités électorales[19].

- Généralisation du fusil dans les régiments d’infanterie en Europe[20]. En 1687, Vauban introduit en France la baïonnette à douille[21].